# Corindón
El corindón es un mineral formado por óxido de aluminio (Al2O3). 
Fue llamado corinvindum en 1725 por John Woodward, término derivado del sánscrito kuruvinda. 
En gemología, el corindón tiene dos variedades principales: rubí (de color rojo) y zafiro (de color azul).

## Propiedades
El corindón se presenta en una gran variedad de colores atendiendo a las impurezas que tenga: incoloro, blanco, pardo, violeta, verde, amarillo, azul o rojo. Su brillo es vítreo y puede ser transparente, translúcido u opaco.
Es de tenacidad frágil y apenas tiene exfoliación, siendo su fractura concoidea.
Es un mineral muy duro, el segundo en cuanto a su dureza en la escala de Mohs después del diamante.
Tiene densidad entre 3,98 y 4,1 g/cm³.
En ocasiones es fluorescente, de color rojo en el ultravioleta cercano.
Cristaliza en el sistema trigonal, clase hexagonal escalenoédrica.
Contiene un 53 % de aluminio y las impurezas más habituales son cromo, hierro, vanadio y titanio. Así, el rubí debe su color rojo a la presencia de una cantidad mínima de óxido de cromo (III) en su composición, mientras que el zafiro debe su color azul al óxido de titanio.
Es el análogo alumínico de eskolaíta (cromo en lugar de aluminio), karelianita (vanadio en vez de aluminio) y hematita (hierro en lugar de aluminio), siendo todos ellos miembros del grupo mineralógico de la hematita.

## Morfología y formación
Este mineral forma en la naturaleza cristales piramidales empinados, en w, z, E o ω. También forma cristales con forma de tonel, a menudo rugosos y redondos y en ocasiones de tamaño considerable (hasta 1 m), que varían desde prismáticos cortos [0001] con una base grande a piramidales empinados.
Menos frecuentemente forma cristales tabulares planos en {0001} o romboédricos.
Por otra parte, son habituales las maclas en {1011}, generalmente laminares, produciendo una estructura laminar y estrías en c y r. Menos comunes son las maclas de penetración o maclas de punta de flecha con cristales tabulares {1120}.
El corindón es característico de entornos ricos en aluminio y pobres en silicio.
Es mineral accesorio en rocas de metamorfismo regional o de contacto —mármoles, esquistos o gneises—, constituyente primario de rocas ígneas pobres en sílice —sienitas— pero también aparece diseminado en lamprófidos, así como en grandes cristales de pegmatitas.
En forma amorfa, aparece como escoria en el proceso de unión de rieles de ferrocarril mediante soldadura aluminotérmica.

## Usos

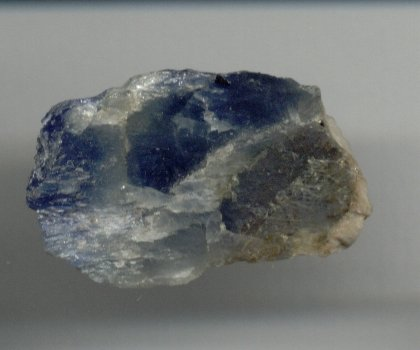
Corindón azul procedente de Xerém (Brasil)(Tamaño aproximado: 2 cm × 3 cm)

La variedad roja conocida como rubí y la azul conocida como zafiro se consideran piedras preciosas.
La calidad de gema del corindón se usa en joyería, pero también existen calidades inferiores que se utilizan para hacer objetos decorativos como esculturas.
Por otra parte, la variedad opaca, granulada y de color gris oscuro del corindón se denomina esmeril y es empleada en la industria.
Además es muy efectivo usado en el granallado con arena (enarenado) para la preparación superficial del acero, grabado artístico de cristales y realización de bajorrelieves. Con agua, puede cortar metales proyectándola a alta presión.

## Yacimientos
Los yacimientos de corindón son numerosos.
En Estados Unidos hay depósitos en Chester (Massachussets) y Franklin (Nueva Jersey); asimismo, se han obtenido grandes cristales en el monte Hogback y Buck Creek (Carolina del Norte), así como en la mina Laurel Creek (Georgia).
Argentina cuenta con depósitos en la sierra de Comechingones (San Luis), Cerro Granadas (Jujuy) y Athos Pampa (Córdoba).
Por otra parte, existen numerosos yacimientos de gemas rojas en la región de Mandalay (Myanmar) —valle de Mogok, Marble Ark—, así como en el Ratnapura (Sri Lanka), Karnataka (India) y Sorobi (Afganistán).
Hay gemas azules, verdes y amarillas en Chanthaburi (Tailandia) y las provincias de Battambang y Pailín (Camboya).
En España se ha encontrado corindón en forma de esmeril en el Tibidabo (Barcelona). Aparece como mineral accesorio microscópico en la sierra de Guadarrama (Madrid) y Piedrabuena (Ciudad Real), y en mayor proporción en Tortuera (Guadalajara).

## Corindón sintético

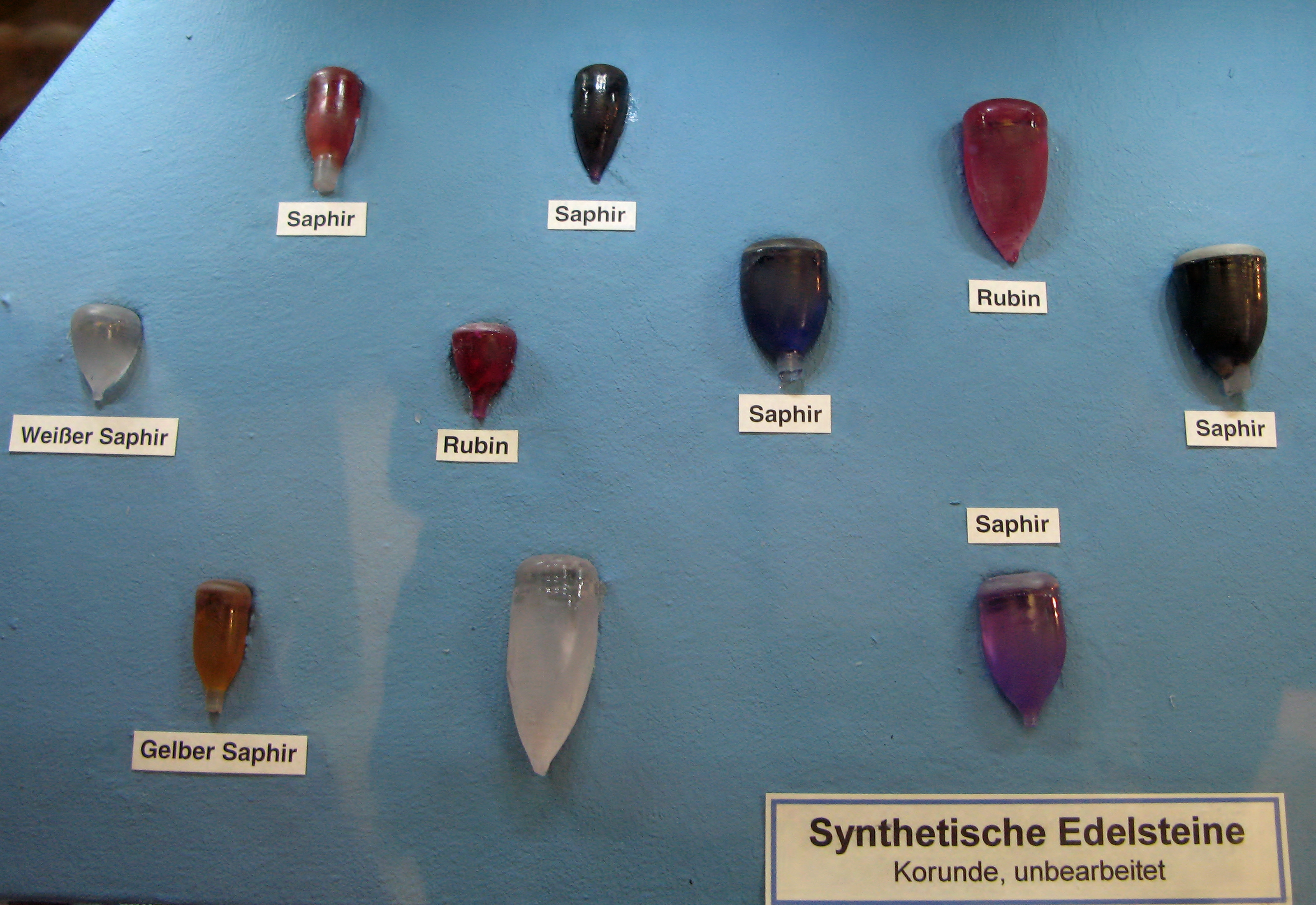
Piezas de corindón sintético expuestas en el museo mineralógico de Bonn (Alemania)

Los primeros corindones sintéticos los produjo Marc Antoine Gaudin en 1837 fusionando a altas temperaturas alúmina con pequeñas cantidades de cromo como pigmento. En 1847 Jacques-Joseph Ebelmen sintetizó zafiros blancos fundiendo alúmina en ácido bórico. En 1877 Frenic y Freil fabricaron corindón cristalino del que se podían cortar pequeñas piedras. Frimy y Auguste Verneuil fabricaron rubíes artificiales fusionando BaF2 y Al2O3 con trazas de cromo a temperaturas superiores a los 2000 °C. En 1903 Verneuil anunció que podía producir rubíes sintéticos a escala comercial usando ese mismo método.
El proceso de Verneuil permite la producción de zafiros perfectos, rubíes y otras gemas de corindón en un único cristal, de tamaño mucho mayor que el que normalmente se encuentra en la naturaleza. También es posible crear corindón sintético de calidad gema mediante crecimiento de flujo y síntesis hidrotermal. Debido a la sencillez de los métodos empleados en la síntesis de corindón, su disponibilidad ha aumentado significativamente y su precio se ha reducido notablemente. Además de usos ornamentales, el corindón sintético también se usa para producir piezas mecánicas, material resistente al rayado (instrumental óptico, cristales de reloj) y, gracias a su transparencia a la radiación ultravioleta e infrarroja, se emplea en ventanas de satélites y naves espaciales así como en componentes de láseres.